# مصطفى لمراني
مصطفى لمراني هو لاعب كرة قدم مغربي سابق من مواليد 2 مارس 1978، شغل مركز مدافع بعدة أندية مغربية، على رأسها المغرب الفاسي الذي توج معها بثلاثة ألقاب.
لمراني تلقى أول استدعاء له للمشاركة مع المنتخب المغربي في 11 نوفمبر 2011 في المباراة الودية مع المنتخب الأوغندي.

## ألقابه
المغرب الفاسي
- كأس الاتحاد الأفريقي لكرة القدم
  - اللقب سنة 2011
- كأس العرش
  - اللقب : 2011
- كأس السوبر الأفريقي
  - اللقب : 2012

 منتخب المغرب لكرة القدم للمحليين
- كأس العرب لكرة القدم
  - اللقب سنة 2012

## روابط خارجية
- مصطفى لمراني على موقع قاعدة بيانات كرة القدم.إي يو (الإنجليزية)
- مصطفى لمراني على موقع ناشيونال فوتبول تيمز (الإنجليزية)
- مصطفى لمراني على موقع Soccerway.com (الإنجليزية)
- Goal.com Profile
- Fiche de Mustapha Lemrani sur national-football-teams.com